# Morning Bells Whistle Bright
Morning Bells Whistle Bright ist ein Musikalbum des Eunhye Jeong-Michael Bisio Duos mit Joe McPhee und Jay Rosen. Die am 8. März 2023 Park West Studios in New York City entstandenen Aufnahmen erschienen am 14. März 2025 auf ESP-Disk.

## Hintergrund
Als der amerikanische Kontrabassist Michael Bisio das Soloalbum Nolda (ESP-Disk, 2021) der koreanischen Pianistin Eunhye Jeong hörte, bat er das Label um eine Zusammenarbeit. Ihr gemeinsames Album Morning Bells Whistle Bright entstand nach einigen erfolgreichen Duo-Auftritten im März 2023 in Kingston (New York) in New York City. Gastmusiker waren der Tenorsaxophonist Joe McPhee und der Schlagzeuger Jay Rosen; diese haben beide bereits zahlreiche Alben mit Bisio aufgenommen und außerdem (gemeinsam mit dem Kontrabassisten Dominic Duval) im Trio X gespielt (On Tour: Toronto/Rochester).

## Titelliste
- Eunhye Jeong-Michael Bisio Duo with Joe McPhee and Jay Rosen: Morning Bells Whistle Bright (ESP-Disk, ESP509)

1. Point Expands to World 4:37
2. And Then She Was There 5:28
3. Dusts into Substantiality 6:38
4. Points Multiply Constant Beauty 9:11
5. Drinking Galactic Water 6:15
6. Morning Bells Whistle Bright 13:18
7. Disclosure 5:35
8. Jaybird 7:48
9. Superpreternatural 6:33
10. Coda for Tomorrow 8:07

## Rezeption
Die ersten vier Stücke würden Jeong und Bisio in intensiven, rastlosen und schnell wechselnden, dialogischen Improvisationen zeigen, die auf ihre eigene geheimnisvolle und weitreichende Weise Elemente des traditionellen koreanischen Pansori-Gesangs mit den Ansätzen von Thelonious Monk, Cecil Taylor und Andrew Hill sowie den eigenwilligen Klangpaletten dieser begabten Improvisatoren verbinden, schrieb Eyal Hareuveni (Salt Peanuts). Sie verwebten diese Elemente zu dramatischen, experimentierfreudigen und doch stimmigen Kurzgeschichten, die allergisch auf Klischees reagieren.
McPhee und Rosen würden der wunderschönen, freien Ballade Drinking Galactic Water, dem kargen Morning Bells Whistle Bright und der berührendsten Ballade Disclosure eine stark bluesige Note verleihen, so der Autor weiter. McPhees poetisches Tenorsaxophon und Rosens leicht schwingende, perkussive Akzente lenkten die Dynamik von Jeong und Bisio in eine tiefere, zurückhaltendere und melodischere Dimension. Jaybird sei ein rätselhaftes, frei assoziatives Duett von Jeong und Rosen, und wie Harding es beschreibt: „Es ist kein Klavier in Jeongs Händen, sondern eine kreisende Struktur, die sich im Zusammenspiel neu erfindet“. Bisios Duett mit Rosen, Superpreternatural, wiederum führe die rätselhafte Ader fort, sei aber intensiver und im Free-Jazz-Stil gehalten.